# Papiermark
Il nome Papiermark (dalla lingua tedesca: marco di carta) si applica alla valuta tedesca dal 1914 quando il collegamento tra il marco e l'oro fu abbandonato, a causa dello scoppio della I guerra mondiale. In particolare, il nome fu usato per le banconote emesse durante il periodo dell'iperinflazione in Germania nel 1922 e specialmente nel 1923 (inflazione causata dalla decisione della Germania di pagare i debiti di guerra stampando banconote).
Le nazioni vincitrici della grande guerra decisero di addebitare alla Germania i costi della guerra da loro sostenuti. Senza nessun riguardo alle riserve di oro che avrebbero dovuto garantire la valuta, la Germania continuò a stampare cartamoneta per i problemi che il debito generava, il che causò la rapidissima svalutazione della moneta.
Come reazione, la Francia impose nel 1923 alla Germania la cessione a suo vantaggio del bacino minerario della Ruhr, ricco di carbone. Esso, una volta estratto, fu destinato alla Francia per le sue necessità interne, senza incassare una cartamoneta che, di fatto, non aveva più alcun sensato valore.

Va però ricordato che la miseria che colpì pesantemente la Germania spianò la via alla serie di eventi che facilitarono il percorso al Nazismo, che sarà in grado di acquisire sempre maggiori consensi nelle seguenti e frequenti elezioni parlamentari che caratterizzarono l'instabile vita politica della Repubblica di Weimar, vedendo poi il suo Führer, Adolf Hitler, assurgere al cancellierato.
Durante la guerra, furono utilizzati per le monete i metalli più convenienti, come l'alluminio, lo zinco e il ferro, anche se i pezzi d'argento da 0,5 marchi continuarono ad essere emessi fino al 1919. Furono stampate sia monete che banconote di carta (conosciute come Kriegsgeld "soldi di guerra") in situazione d'emergenza.
Durante l'iperinflazione, furono emesse banconote di taglio elevato. Non furono quasi più coniate monete, tranne per alcune serie da 200 e 500 marchi d'alluminio. La Papiermark fu prodotto in enormi quantità: esistevano anche tagli da 100 000 000 000 000 marchi (100 000 miliardi).
In seguito, l'inflazione in Germania fu fermata con riforme economiche, con l'introduzione di una nuova moneta, la Rentenmark, che era pari a 1 000 000 000 000 di vecchi marchi; la Rentenmark fu quasi subito sostituita dalla Reichsmark.

## Iperinflazione e vita quotidiana in Germania alla fine del 1923
Nel 1923 in Germania gli stipendi venivano pagati di giorno in giorno per evitare che il loro valore venisse azzerato e che potesse annullare il valore della moneta.
I francobolli arrivarono a costare miliardi di Papiermark e la gente quando veniva pagata andava subito a comprare i beni di prima necessità, provocando la scarsità di beni. Inoltre le banconote venivano messe nelle stufe e nei camini per scaldare; i bambini, invece, per giocare costruivano aquiloni  con le banconote. Per acquistare un dollaro occorrevano 4 200 miliardi di Papiermark e per un uovo 500 milioni.

## Banconote

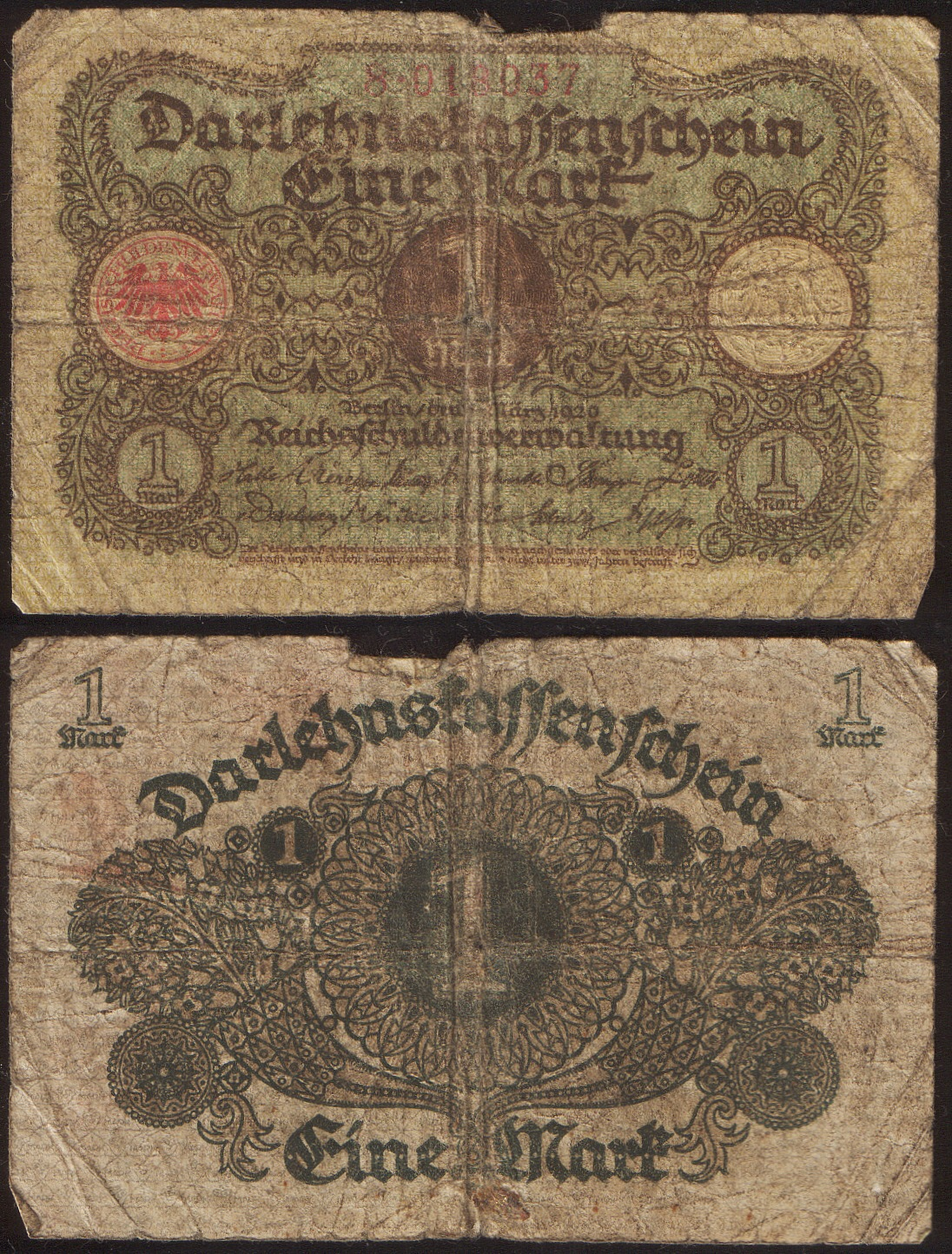
1 Mark (1920)
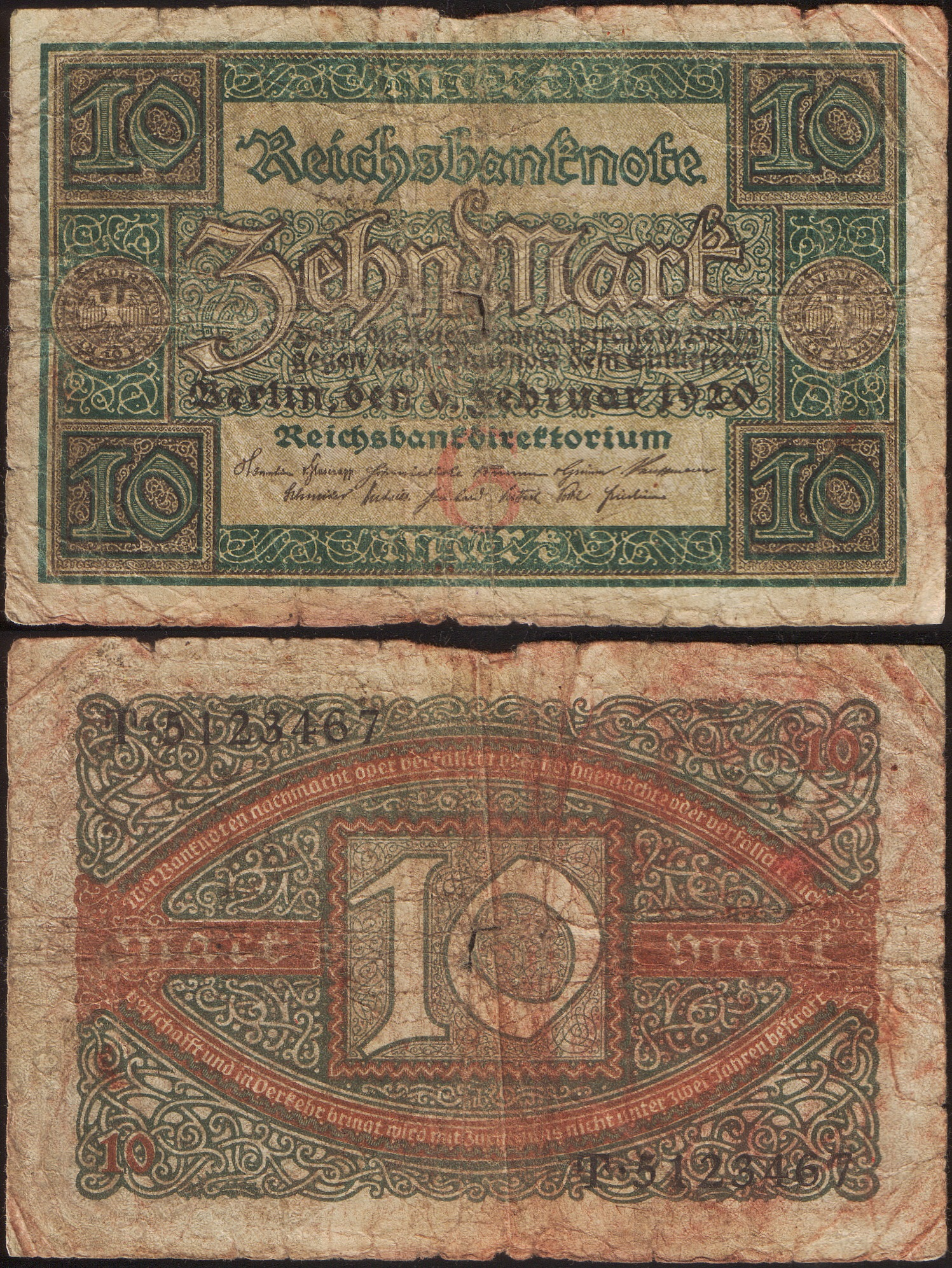
10 Mark (1920)
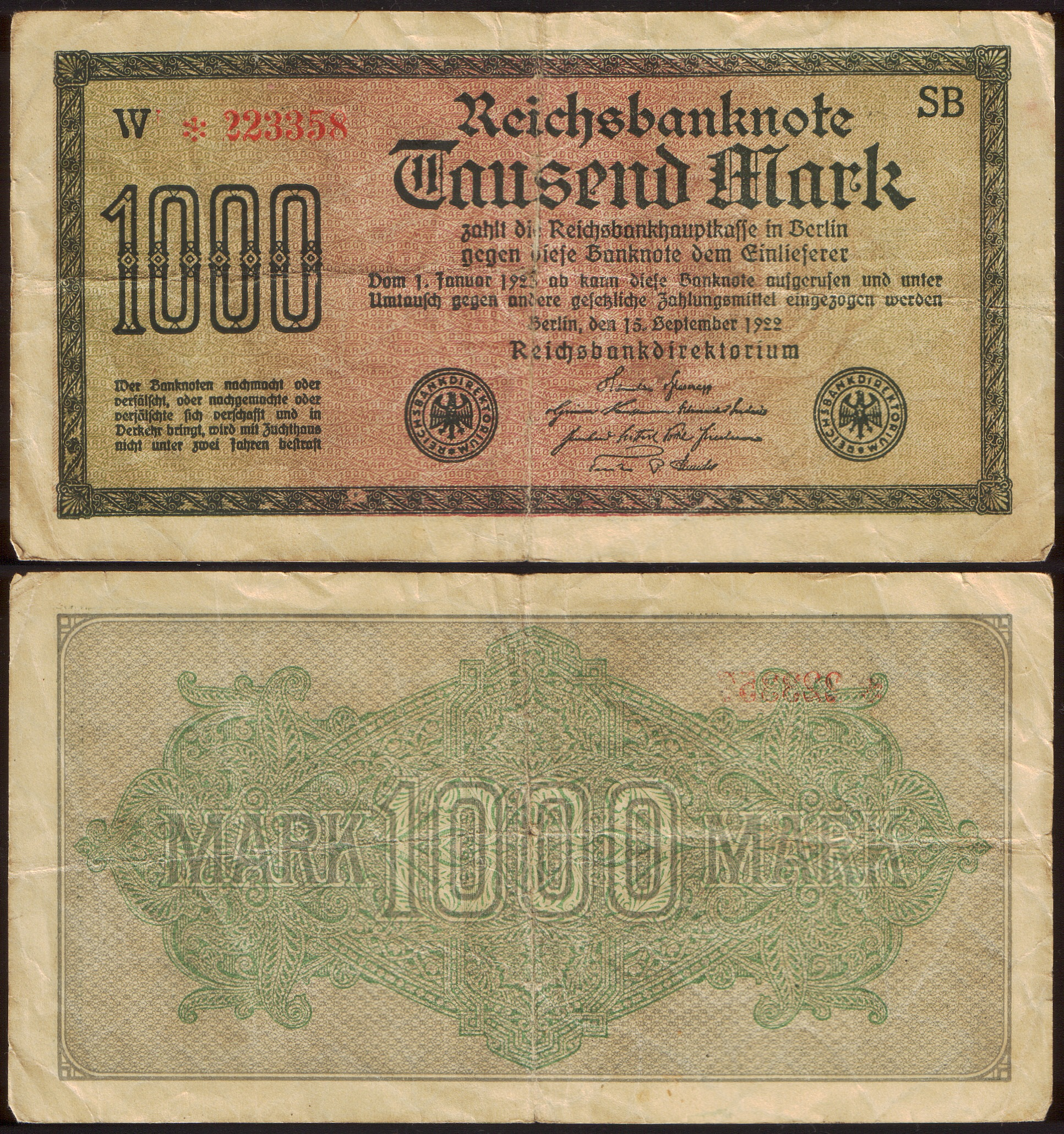
1000 Mark (1922)
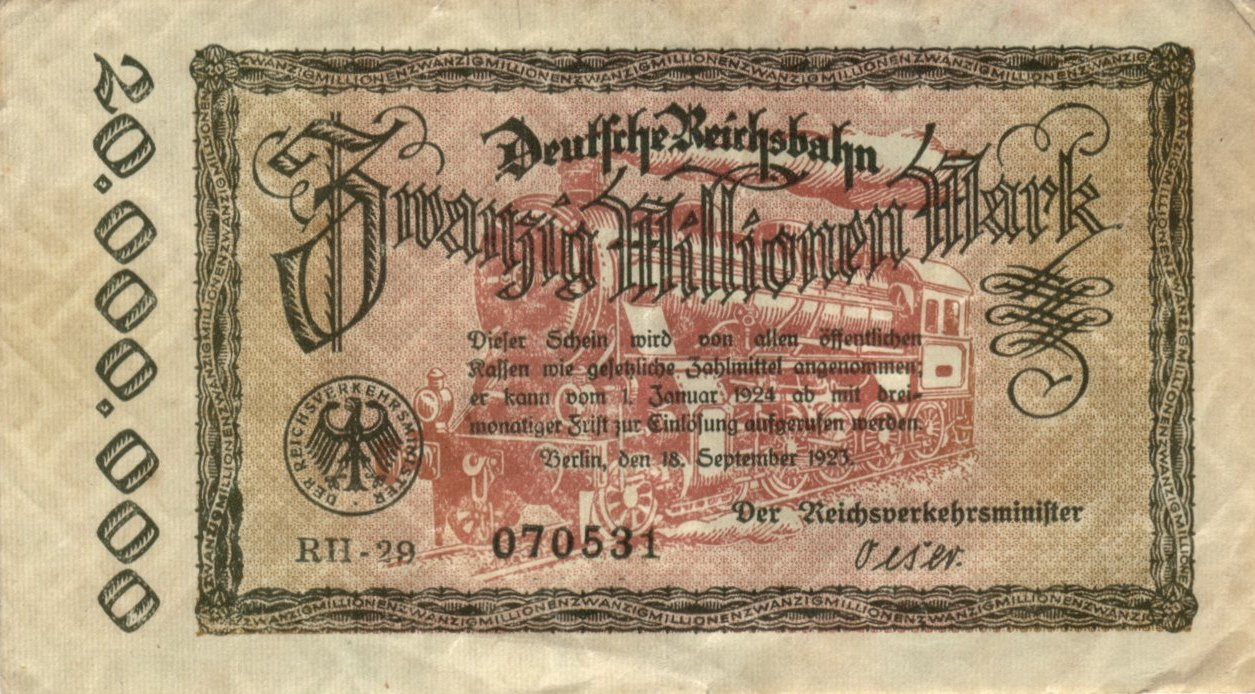
20 Millionen Mark (1923)
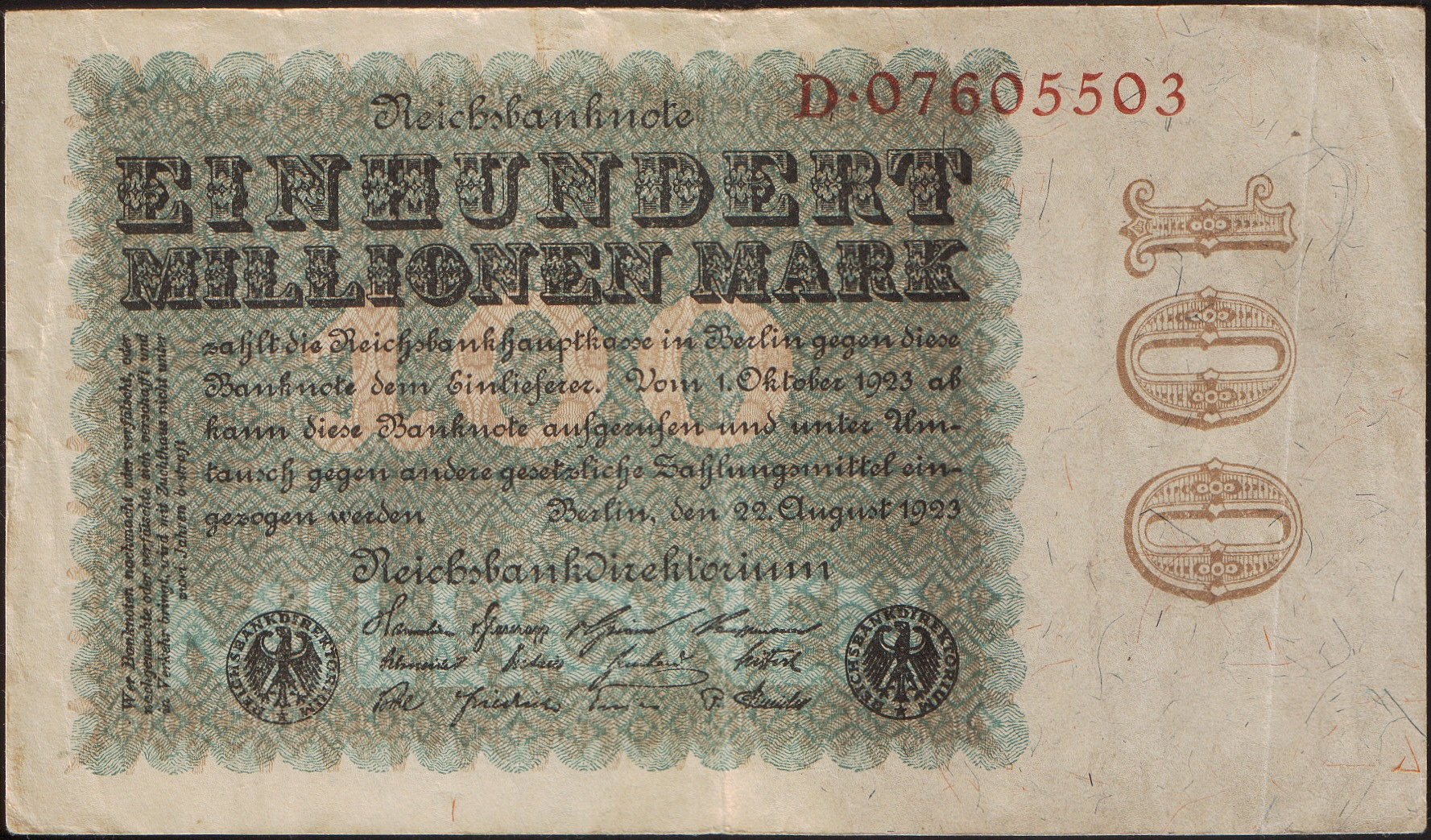
100 Millionen Mark (1923)
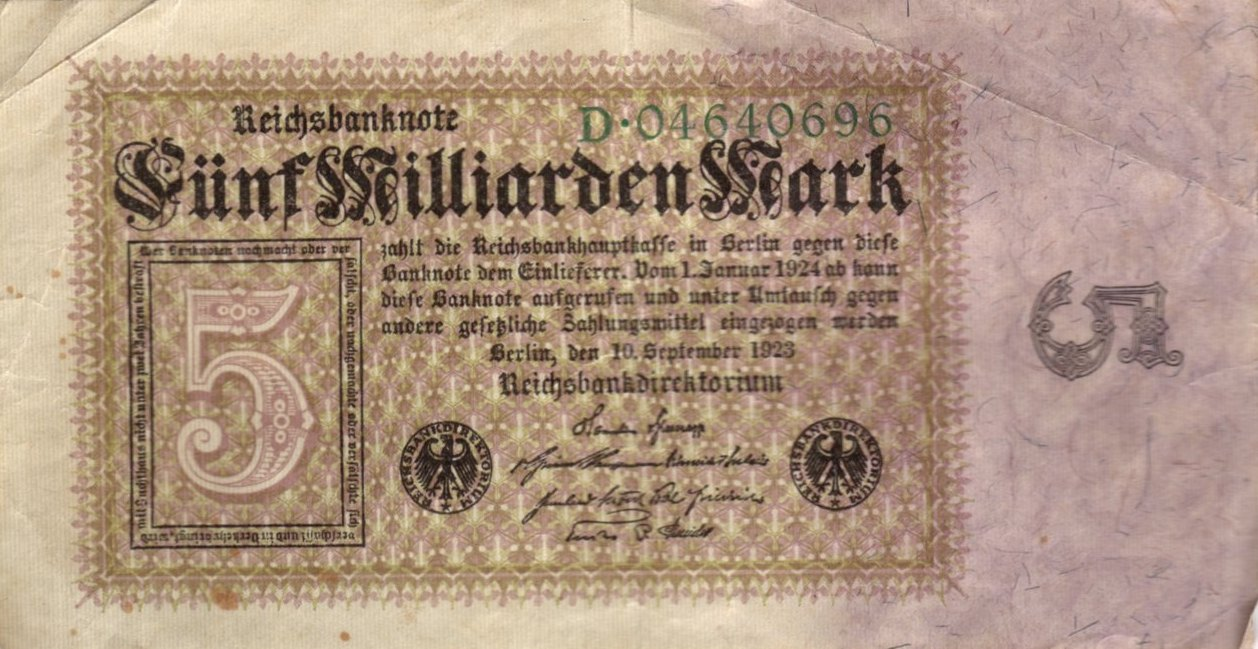
5 Milliarden Mark (1923)
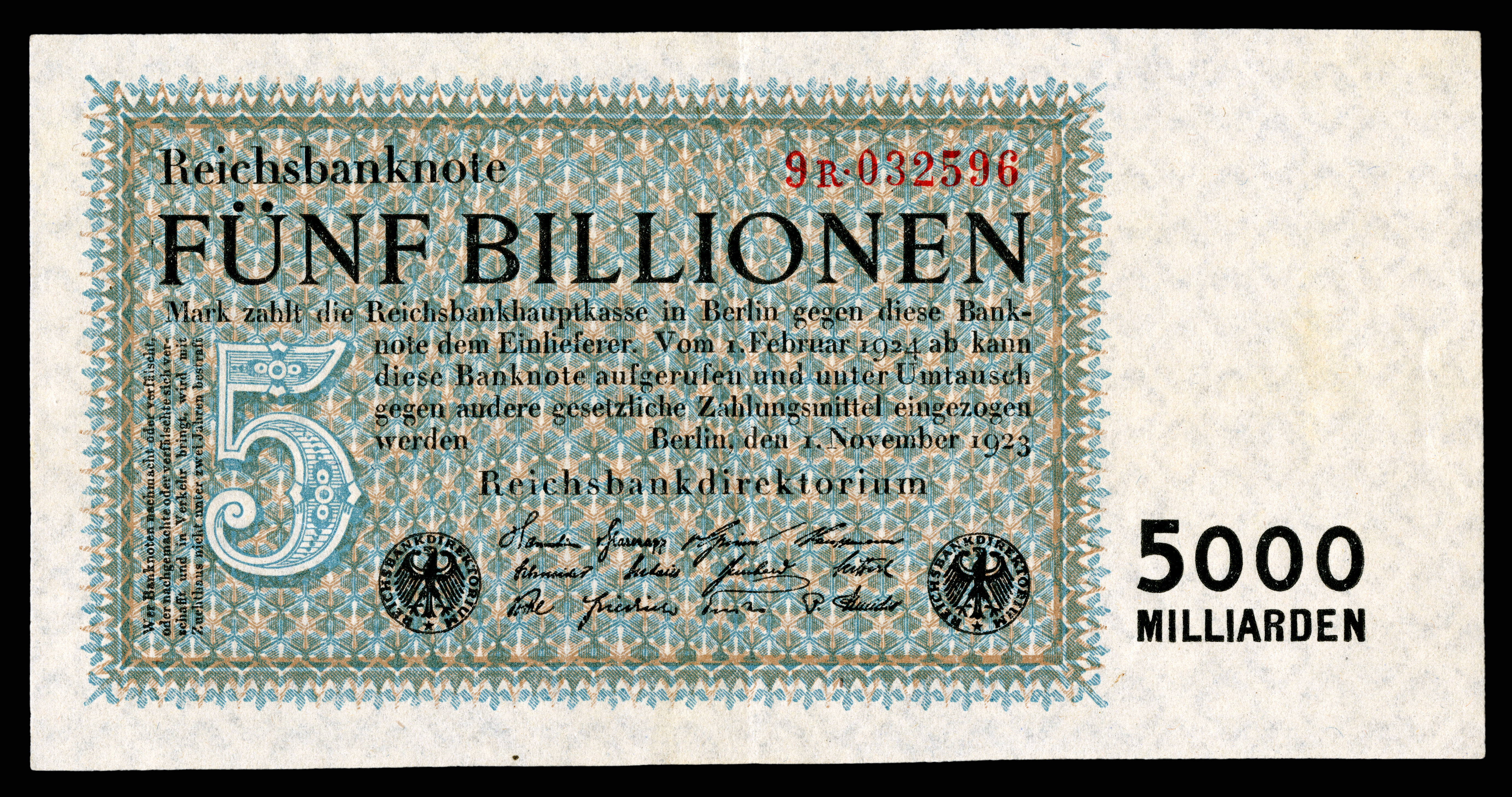
5 Billionen Mark (1923)